# Nino Besozzi
Nino Besozzi (eigentlich Giuseppe Besozzi, auch Nino Besòzzi; * 6. Februar 1901 in Mailand; † 1. Februar 1971 ebenda) war ein italienischer Schauspieler.

## Leben
Besozzi, Sohn eines Industriellen, diplomierte als Buchhalter, wandte sich aber dem Theater zu und trat 1919 im Ensemble von Elena Wronowska und Romano Calò erstmals auf. Als jugendlicher Liebhaber war er neben Maria Melato und Elvira Betrone zu sehen, bevor er 1921 zur „Compagnia Nazionale“ ging, wo er sich mit Sergio Tofano in der Besetzung der Hauptrollen abwechselte. Weitere Stationen waren 1923 Ruggero Ruggeri und im Jahr darauf bei Giulio Paoli/Marcello Giorda, das „Teatro del Convergno“ mit Enzo Ferrieri und 1925 ein Vertrag bei der Kompanie von Dora Menichelli/Armando Migliari/Olga Pescatori. Dann kehrte er zu Ruggeri zurück, um 1927 unter Mario Niccodemi aufzutreten.
Mit Luigi Almirante und Andreina Pagnani spielte Besozzi im Jahr 1928; dann war er mit der achten Auflage des berühmten Za-Bum unterwegs, der mit Lucciole della città auf Tournee war. Zwei Jahre mit Dina Galli und Enrico Viarisio folgten; ab 1933 war er Chefkomiker seiner eigenen Truppe, die er 1935 mit den Spettacoli Palmer und dann mit Menichelli und Migliardi vereinte. 1937/38 schließlich schloss er sich mit Armando Falconi und Sarah Ferrati zusammen; kurz vor dem Krieg trat er im Ensemble Luigi Carinis auf.
Von 1931 an gehörte er zu einem der meistgebuchten Filmdarsteller seines Heimatlandes und war in zahlreichen Erfolgen zu sehen; nach dem Zweiten Weltkrieg spielte er auf der Bühne oft mit Vivi Gioi und Vittorio De Sica zusammen; ein großer später Erfolg war Siamo tutti milanesi im Jahr 1952. Dann fand er mehrfach Beschäftigung in Fernsehfilmen.
Besozzi war zwei Mal verheiratet.

## Filmografie (Auswahl)
- 1931: La segretaria privata
- 1945: Zum Teufel mit der Armut (Abbasso la miseria!)
- 1955: Wie herrlich, eine Frau zu sein (La fortuna di essere donna)
- 1958: Gesetz ist Gesetz (La legge è legge)
- 1969: Il terribile ispettore